# Parasztfőiskola
Kecskemét-Parasztfőiskola egy településrész Bács-Kiskun vármegyében, a Kecskeméti járásban. Közigazgatásilag Kecskeméthez tartozik.

## Földrajza

### Fekvése
Kecskemét centrumától 4 kilométerre fekszik, délkeleti irányban.

### Demográfiai adatok
2011-es adatok szerint Parasztfőiskola lakónépessége 78 fő, a lakások száma 35.

## Közlekedés
Parasztfőiskolán egy megszűnt vasúti megállóhely található, ami a 140-es számú (Cegléd–Szeged) vasútvonal része.